# Couddes
Couddes är en kommun i departementet Loir-et-Cher i regionen Centre-Val de Loire i de centrala delarna av Frankrike. Kommunen ligger i kantonen Saint-Aignan som tillhör arrondissementet Romorantin-Lanthenay. År 2022 hade Couddes 534 invånare.

## Befolkningsutveckling
Antalet invånare i kommunen Couddes
| Referens: INSEE |